# 土方雄端
土方 雄端（ひじかた かつまさ）は、伊勢菰野藩の第6代藩主。
享保元年（1716年）7月7日、第4代藩主・土方豊義の次男として菰野で生まれる。寛延3年（1750年）1月25日、兄で第5代藩主の雄房が隠居し、その養子となって跡を継いだ。藩政においては宝暦2年（1752年）に新家中諸法度を制定し、兄同様に学問を奨励した。宝暦8年（1758年）9月17日、兄に先立って江戸で死去した。享年43。
跡を長男の雄年が継いだ。

## 系譜
父母
- 土方豊義（実父）
- 魏光院 ー 側室（実母）
- 土方雄房（養父）

正室
- 美代姫 ー 木下利潔の娘

子女
- 土方雄年（長男）生母は美代姫（正室）
- 土方義法（次男）
- 木下俊直（三男。1755年 - 1791年）生母は美代姫（正室）
- 中山信勝（四男）
- 内藤貞幹正室
- 京極高備正室
- 政子姫 ー 土方雄貞正室